# Cheyenne (Wyoming)
Cheyenne é a capital e cidade mais populosa do estado norte-americano do Wyoming e sede do condado de Laramie. Foi fundada em 1867.
Em 2020, ficou conhecida internacionalmente por ser a cidade aonde vive Bridger Walker, que com 6 anos de idade à época salvou sua irmã menor do ataque de um cachorro da raça pastor-alemão.

## Geografia
De acordo com o Departamento do Censo dos Estados Unidos, a cidade tem uma área de 83,8 km², dos quais 83,5 km² estão cobertos por terra e 0,3 km² (0,3%) por água.

## Demografia
Desde 1900, o crescimento populacional médio, a cada dez anos, é de 14,9%.

### Censo 2020
De acordo com o censo nacional de 2020, a sua população é de 65 132 habitantes e sua densidade populacional é de 779,6 hab/km². Seu crescimento populacional na última década foi de 9,5%, bem acima do crescimento estadual de 2,3%. É a cidade mais populosa do estado.
Possui 29 986 residências que resulta em uma densidade de 358,9 residências/km² e um aumento de 9,9% em relação ao censo anterior. Deste total, 6,0% das unidades habitacionais estão desocupadas. A média de ocupação é de 2,3 pessoas por residência.

### Censo 2010
Segundo o censo nacional de 2010, a sua população era de 59 466 habitantes e sua densidade populacional de 709,3 hab/km². Possuía 27 283 residências que resultava em uma densidade de 429,6 residências/km².

## Marcos históricos
O Registro Nacional de Lugares Históricos lista 52 marcos históricos em Cheyenne, dos quais três são Marcos Históricos Nacionais. O primeiro marco foi designado em 30 de setembro de 1969 e o mais recente em 5 de setembro de 2017. O Capitólio Estadual de Wyoming e jardins é um dos marcos da cidade.

## Galeria de imagens
- Capitólio de Cheyenne, Wyoming.
- Capitólio de Cheyenne, Wyoming.
- Capitol Avenue.